# Parorchestia lesliensis
Parorchestia lesliensis är en kräftdjursart som först beskrevs av Hurley 1957.  Parorchestia lesliensis ingår i släktet Parorchestia och familjen tångloppor. Inga underarter finns listade i Catalogue of Life.